# Мирний (Майкопський район)
Мирний (рос. Мирный)  — селище Майкопського району Адигеї Росії. Входить до складу Краснооктябрського сільського поселення.
Населення —  17 осіб (2015 рік).